# Zimnowoda (województwo śląskie)
Zimnowoda – wieś w Polsce położona w województwie śląskim, w powiecie kłobuckim, w gminie Lipie, leżąca na południe od Parzymiech. W jej skład wchodzą także Karcze i Podlas.
W latach 1975–1998 miejscowość należała administracyjnie do województwa częstochowskiego.
W miejscowości znajduje się przedszkole, OSP, warsztaty usługowe, kilka sklepów. Wieś ma połączenia PKS z Częstochową. Mieszkańcy zajmują się głównie indywidualną gospodarką rolną i przemysłem lekkim.

## Historia
Wieś powstała w I połowie XIX wieku. Na północ od dzisiejszej wsi funkcjonowały dwa folwarki: Zimna Woda Stara (do XX wieku) i Zimna Woda Nowa. W 1933 r. wieś liczyła 771 mieszkańców. 
1 września 1939 niemieccy najeźdźcy prawie zupełnie spalili wieś. Oddziały Wehrmachtu w bestialski sposób (strzałami z karabinów, uderzeniami kolb i dobijając bagnetami) spaliły lub zamordowały 39 osób, w tym 18 mężczyzn, 11 kobiet i 10 dzieci. Wehrmacht zniszczył i spalił także ok. 127-128 zabudowań (ocaleć miały zaledwie trzy budynki), bez żadnej konieczności wojennej. Wielu pozostałych przy życiu mieszkańców wsi zostało wywiezionych na przymusowe roboty do Niemiec. 
Po wojnie, w 1952, powołano jednostkę OSP. Przez długi okres funkcjonowała w Zimnowodzie szkoła podstawowa (wszystkie klasy), pod koniec lat 90. zlikwidowano ją, pozostawiając tylko przedszkole i świetlicę środowiskową.

## Przyroda
W pobliżu wsi znajdują się lasy. Niedaleko na zachód, w lesie, jest dość pokaźne rozlewisko ze źródłami strumienia. W tym samym rejonie wznosi się najwyższy pagórek w okolicy (272,8 m n.p.m.).

## Zabytki
Wieś niemal doszczętnie zniszczona na początku II wojny światowej – zachowane pojedyncze domy z czasów wcześniejszych. Do rangi zabytku być może z czasem urośnie budynek szkoły (przedszkola). Wśród obiektów zaliczonych w szereg zabytków województwa częstochowskiego wymienia się zagrodę nr 97 (dom i stodoła z początku XX wieku).